# Skidbladnir
Skidbladnir (Skibladne, Skíðblaðnir, Skithblathnir, Skipbladnir) – w mitologii nordyckiej cudowny statek boga Frejra. Mógł on pomieścić na swym pokładzie wszystkich bogów, można go było składać, a złożony mieścił się w kieszeni. Słuchał głosu swojego pana, a w czasie rejsów miał zawsze sprzyjający wiatr.